# Alconeura eborea
Alconeura eborea är en insektsart som beskrevs av Ruppel och Delong 1952. Alconeura eborea ingår i släktet Alconeura och familjen dvärgstritar. Inga underarter finns listade i Catalogue of Life.